# Partito Comunista del Nepal (Quarta Assemblea)
Il Partito Comunista del Nepal (Quarta Assemblea) fu un partito comunista nepalese e, per un certo periodo, il più forte fra i vari gruppi che si richiamavano al marxismo.
I fondatori del PCN (QA), guidati da Moham Bikran Singh e Nirmal Lama, erano gli stessi che avevano formato il Nucleo Centrale nel tentativo di riunificare il Partito Comunista del Nepal. Il Nucleo convocò una Quarta Assemblea del PCN per il 1973, che venne però osteggiata e disertata dagli altri partiti comunisti del Nepal; quindi, essa portò di fatto alla formazione di un nuovo PCN, con Nirmal Lama come segretario generale.
Nel 1979, il PCN (QA) era il partito comunista più grande del Nepal, particolarmente forte nelle regioni di Gorkha e Pyuthan.
Nel tempo, emersero delle profonde divergenze fra M.B. Singh e Nirmal Lama: il primo sosteneva che bisognasse lottare contro l'espansionismo indiano e la monarchia nepalese per il socialismo, mentre il secondo sosteneva un'alleanza con il Congresso Nepalese per la democrazia multipartitica; poco prima della Quinta Assemblea, nel 1983, Singh fu espulso dal Partito. La maggioranza dei militanti lo seguì abbandonando il PCN (QA) e formando il Partito Comunista del Nepal (Mashal), di ispirazione maoista.
Successivamente, il PCN (QA) prese parte al Fronte Unito della Sinistra e partecipò all'insurrezione del 1990. Nel novembre dello stesso anno, insieme ad altri gruppi, formò il Partito Comunista del Nepal (Centro d'Unità).